# 설리 보야르
설리 보야르(Sully Boyar, 1924년 12월 14일 ~ 2001년 3월 23일)는 미국의 텔레비전 배우, 영화배우, 배우, 연극 배우이다.
윌리엄스버그에서 태어났으며 퀸스에서 사망하였다.

## 영화
- 히트 (1994년)
- 인 더 수프 (1992년)
- 법과 질서 (1990년)
- 유월의 신부 (1990년)
- 위험한 살인 (1990년)
- 더 레몬 시스터스 (1989년)
- 베스트 셀러 (1987년)
- 맨하탄 프로젝트 (1986년)
- 프리찌스 오너 (1985년)
- 암흑가의 투캅스 (1981년)
- 심령의 공포 (1981년)
- 재즈 싱어 (1980년)
- 자글라 (1980년)
- 러브 스토리 2 (1978년)
- 치명적인 시기 (1977년)
- 뜨거운 오후 (1975년)
- 겜블러 (1974년)
- 킹 오브 마빈 가든스 (1972년)
- 백색 공포 (1971년)